# Ернест Лоренс
Ернест Лоренс (енгл. Ernest Lawrence; Кантон, 8. август 1901 — Пало Алто, 27. август 1958) био је амерички физичар и нобеловац, познат по проналаску и развоју циклотрона, који је коришћен у Пројекту "Менхетн". Као професор физике, Лоренс је више година радио на Универзитету Калифорније.
Године 1939. добио је Нобелову награду за физику, највише због конструкције циклотрона. У његову част, хемијски елемент број 103 је назван лоренцијум. Његов брат Џон Х. Лоренс је био познат као пионир у области нуклеарне медицине.

## Рани живот
Ернест Орландо Лавренце је рођен у Кантону, Јужна Дакота, 8. августа 1901. Његови родитељи, Карл Густавус и Гунда (рођена Џејкобсон) Лоренс, били су потомци норвешких имиграната који су се упознали док су предавали у средњој школи у Кантону, где је његов отац био и управник школе. Имао је млађег брата, Џона Х. Лоренса, који ће постати лекар, и био је пионир у области нуклеарне медицине. Док је одрастао, његов најбољи пријатељ је био Мерл Тув, који је такође постао врхунски физичар.
Лоренс је похађао јавне школе у Кантону и Пиру у Јужној Дакоти, затим се уписао на Ст. Олаф колеџ у Нортфилду, Минесота, али је после годину дана прешао на Универзитет Јужне Дакоте у Вермилиону. Дипломирао је хемију 1922. године, и магистрирао физику на Универзитету у Минесоти 1923. године под надзором Вилијама Френсиса Греја Свона. За магистарски рад, Лоренс је направио експериментални апарат који је ротирао елипсоид кроз магнетно поље.
Лоренс је следио Свана на Универзитет у Чикагу, а затим на Универзитет Јејл у Њу Хејвену, Конектикат, где је Лоренс завршио своју докторску диплому из физике 1925. као Слоунов стипендиста, написавши своју докторску тезу о фотоелектричним ефектима у парама калијума. Он је изабран за члана Сигма Кси и, на Свонову препоруку, добио је стипендију Националног истраживачког савета. Уместо да је користи за путовање у Европу, као што је то било уобичајено у то време, он је остао на Универзитету Јејл са Сваном као истраживач.
Са Џесијем Бимсом са Универзитета Вирџинија, Лоренс је наставио да истражује фотоелектрични ефекат. Они су показали да се фотоелектрони појављују у року од 2 к 10−9 секунди од удара фотона о фотоелектричну површину - близу границе мерења у то време. Смањење времена емитовања укључивањем и искључивањем извора светлости брзо је учинило спектар емитоване енергије ширим, у складу са принципом несигурности Вернера Хајзенберга.

## Рана каријера
Године 1926. и 1927. Лоренс је добијао понуде за асистента професора са Универзитета Вашингтона у Сијетлу и Универзитета Калифорније са платом од 3.500 долара годишње. Јејл је одмах одговорио понудом за позицију доцента, али са платом од 3.000 долара. Лоренс је одлучио да остане на престижнијем Јејлу, али пошто никада није био инструктор, неке од његових колега са факултета нису подржавале његову номинацију, и у очима многих то исто тако није компензовало његово имигрантско порекло из Јужне Дакоте.
Лоренс је 1928. године ангажован као ванредни професор физике на Универзитету у Калифорнији, а две године касније постао је редовни професор, поставши најмлађи професор на универзитету. Роберт Гордон Спроул, који је постао председник универзитета дан након што је Лоренс постао професор, био је члан Боемског клуба и спонзорисао је Лоренсово чланство 1932. Преко овог клуба, Лоренс је упознао Вилијама Хенрија Крокера, Едвина Полија и Џона Францис Нејлана. Били су то утицајни људи који су му помогли да добије новац за своја истраживања енергетских нуклеарних честица. Постојала је велика нада да ће медицинска употреба произаћи из развоја физике честица, а то је довело до већег дела раног финансирања истраживања који је Лоренс успео да добије.
Док је био на Јејлу, Лоренс је упознао Мери Кимберли (Моли) Блумер, најстарију од четири ћерке Џорџа Блумера, декана Медицинског факултета на Јејлу. Први пут су се срели 1926. и верили 1931. и венчали су се 14. маја 1932. у цркви Тринити на Грину у Њу Хејвену, Конектикат. Имали су шесторо деце: Ерика, Маргарет, Мери, Роберта, Барбару и Сузан. Лоренс је свом сину дао име Роберт по теоретском физичару Роберту Опенхајмеру, свом најближем пријатељу у Берклију. Године 1941. Молина сестра Елси се удала за Едвина Макмилана, који ће добити Нобелову награду за хемију 1951.

## Развој циклотрона

### Изум
Изум који је Лоренсу донео међународну славу почео је као скица на комаду папирне салвете. Док је седео у библиотеци једне вечери 1929. године, Лоренс је бацио поглед на чланак из часописа Ролфа Видереа, и заинтригирао га је један од дијаграма. Ово је представљало уређај који производи честице високе енергије уз помоћ низа малих „гурања“. Приказани уређај је постављен у праву линију користећи све дуже електроде. У то време, физичари су почели да истражују атомско језгро. Године 1919, новозеландски физичар Ернест Радерфорд је испалио алфа честице у азот и успео да избаци протоне из неких језгара. Али језгра имају позитивно наелектрисање које одбија друга позитивно наелектрисана језгра и чврсто су повезана силом коју су физичари тек почели да разумевају. Да би се разбила, или дезинтегрисала, биле би потребне много веће енергије, реда милиона волти.
Лоренс је увидео да ће такав акцелератор честица ускоро постати предугачак и гломазан за његову универзитетску лабораторију. Размишљајући о начину да акцелератор учини компактнијим, Лоренс је одлучио да постави кружну комору за убрзање између полова електромагнета. Магнетно поље би држало наелектрисане протоне у спиралној путањи док би се убрзавали између само две полукружне електроде повезане са наизменичним потенцијалом. После стотинак обртаја, протони би ударили на мету као сноп честица високе енергије. Лоренс је узбуђено рекао својим колегама да је открио метод за добијање честица веома високе енергије без употребе било каквог високог напона. У почетку је радио са Нилсом Едлефсеном. Њихов први циклотрон је био направљен од месинга, жице и воска за заптивање и имао је само 10 0 cm у пречнику — могао је да се држи у једној руци и вероватно коштао укупно 25 долара.
Оно што је Лоренсу било потребно да развије идеју јесу способни дипломирани студенти да ураде посао. Едлефсен је отишао да преузме звање доцента у септембру 1930, а Лоренс га је заменио Дејвидом Х. Слоуном и М. Стенлијем Ливингстоном, који су почели да раде на развоју Видереовог акцелератора и Едлефсеновог циклотрона. Обојица су имали сопствену финансијску подршку. Оба дизајна су се показала практичним и до маја 1931. Слоанов линеарни акцелератор је био у стању да убрза јоне до 1 MeV. Ливингстон је имао већи технички изазов, али када је 2. јануара 1931. применио 1.800 V на свој циклотрон од 11 инча, добио је протоне од 80.000 електрон волти да се окрећу около. Недељу дана касније, имао је 1,22 MeV са 3000 V, више него довољно за докторску тезу о његовој конструкцији.